# Nati nel 1944/Marzo
| Questa pagina contiene informazioni ricavate automaticamente dalle voci biografiche con l'ausilio del template Bio e di un bot. L'aggiornamento è periodico e automatico e ricostruisce completamente la pagina. Se manca una persona in questa lista, sei pregato di non aggiungerla, ma accertati piuttosto che la sua voce biografica contenga il template Bio e che i dati anagrafici siano correttamente compilati. Se il template Bio manca, inseriscilo tu stesso o, in alternativa, metti l'avviso {{tmp\|Bio}} che ne segnala la mancanza. Se i dati riportati sono sbagliati, correggi direttamente la voce biografica; le modifiche saranno visibili in questa lista entro pochi giorni. Per chiarimenti vedi il progetto biografie. La lista contiene solo le 240 persone che sono citate nell'enciclopedia e per le quali è stato implementato correttamente il template Bio. Pagina aggiornata al 10 ago 2025. |

- 1º marzo - Buddhadeb Bhattacharjee, politico indiano († 2024)
- 1º marzo - Claudio Bondì, scrittore, sceneggiatore e regista cinematografico italiano
- 1º marzo - John Breaux, politico statunitense
- 1º marzo - Gianfranco Bullo, attore, regista cinematografico e scrittore italiano
- 1º marzo - Henri Courseaux, attore, doppiatore e cantante francese
- 1º marzo - Colin Crouch, sociologo e politologo britannico
- 1º marzo - Roger Daltrey, cantante, attore e chitarrista britannico
- 1º marzo - Roberto Gasparroni, ex calciatore italiano
- 1º marzo - Víctor Hernández Jara, cestista uruguaiano († 2014)
- 1º marzo - Walther Jervolino, pittore e incisore italiano († 2012)
- 1º marzo - John Kanzius, ingegnere statunitense († 2009)
- 1º marzo - John Napier, scenografo e costumista britannico
- 1º marzo - Tróndur Patursson, pittore e scultore danese
- 2 marzo - Ali Bin Nasser, ex arbitro di calcio tunisino
- 2 marzo - Dionisia Echagüe, cestista paraguaiana († 2021)
- 2 marzo - Uschi Glas, attrice e cantante tedesca
- 2 marzo - Leif Segerstam, direttore d'orchestra, compositore e violinista finlandese († 2024)
- 3 marzo - Don Carlos, ex cestista statunitense
- 3 marzo - Malcolm Dawes, ex calciatore inglese
- 3 marzo - Alessandro Galleani, fisioterapista italiano († 2025)
- 3 marzo - Donata Govoni, ex velocista e mezzofondista italiana
- 3 marzo - Rita Hovink, cantante olandese († 1979)
- 3 marzo - Arvid Knutsen, calciatore norvegese († 2009)
- 3 marzo - Andrea Melodia, giornalista italiano
- 3 marzo - Jean-Claude Pressac, storico e farmacista francese († 2003)
- 3 marzo - Tatja Seibt, attrice tedesca
- 4 marzo - Alfredo Arias, regista teatrale argentino
- 4 marzo - Dušan Bartovič, allenatore di calcio e calciatore cecoslovacco († 2020)
- 4 marzo - André Betta, ex calciatore francese
- 4 marzo - Brian Etheridge, allenatore di calcio e calciatore inglese († 2011)
- 4 marzo - Francisco Fernández Rodríguez, ex calciatore spagnolo
- 4 marzo - Harvey Postlethwaite, ingegnere britannico († 1999)
- 4 marzo - Bobby Womack, cantautore e chitarrista statunitense († 2014)
- 5 marzo - Aldo Amati, politico italiano († 2024)
- 5 marzo - Élisabeth Badinter, scrittrice e filosofa francese
- 5 marzo - Marco Cellai, politico italiano
- 5 marzo - Georges Chappe, ex ciclista su strada francese
- 5 marzo - Ombretta Fumagalli Carulli, giurista e politica italiana († 2021)
- 5 marzo - Charly Grosskost, ciclista su strada e pistard francese († 2004)
- 5 marzo - Carroll Hooser, ex cestista statunitense
- 5 marzo - Ernesto Jotti, ex ciclista su strada italiano
- 5 marzo - Pietro Mita, politico italiano
- 5 marzo - Frank Rühle, ex canottiere tedesco
- 5 marzo - Giovanni Spiniello, scultore, pittore e incisore italiano
- 5 marzo - Jorge Ferreira da Costa Ortiga, arcivescovo cattolico portoghese
- 6 marzo - Richard Corliss, giornalista statunitense († 2015)
- 6 marzo - Peter Dietrich, ex calciatore tedesco
- 6 marzo - Michael Eitan, politico israeliano († 2024)
- 6 marzo - Kari Liimo, ex cestista e allenatore di pallacanestro finlandese
- 6 marzo - Luigi Peroni, ex cestista e dirigente sportivo italiano
- 6 marzo - Kiri Te Kanawa, soprano neozelandese
- 6 marzo - Mary Wilson, cantante statunitense († 2021)
- 7 marzo - Seppo Aho, pentatleta finlandese
- 7 marzo - Ranulph Fiennes, esploratore, scrittore e poeta britannico
- 7 marzo - Elton Gallegly, politico statunitense
- 7 marzo - Jim Garcia, ex giocatore di football americano statunitense
- 7 marzo - Joe Lewis, artista marziale statunitense († 2012)
- 7 marzo - David P. Farrington, criminologo e psicologo britannico († 2024)
- 7 marzo - Michael Rosbash, genetista statunitense
- 7 marzo - Uri Segal, direttore d'orchestra israeliano
- 7 marzo - Indulata Sukla, matematica indiana († 2022)
- 7 marzo - Townes Van Zandt, cantautore statunitense († 1997)
- 8 marzo - Carole Bayer Sager, paroliera e cantautrice statunitense
- 8 marzo - Ann Jenner, ex ballerina britannica
- 8 marzo - Waldemar Łysiak, scrittore, storico dell'arte e giornalista polacco
- 8 marzo - Katsumi Matsumura, pallavolista giapponese
- 8 marzo - Guido Paduano, filologo classico e grecista italiano
- 8 marzo - Pepe Romero, chitarrista spagnolo
- 9 marzo - Francesco Bottin, filosofo e storico della filosofia italiano
- 9 marzo - Gianluigi Calderone, regista italiano
- 9 marzo - Paola Quattrini, attrice italiana
- 9 marzo - Michael Strempel, calciatore tedesco orientale († 2018)
- 10 marzo - Maria Pia Conte, attrice italiana
- 10 marzo - Richard Gant, attore statunitense
- 10 marzo - Abraham Gutt, ex cestista israeliano
- 10 marzo - Carlo Longhi, ex arbitro di calcio italiano
- 10 marzo - Jesper Svenbro, poeta, filologo classico e grecista svedese
- 10 marzo - Giangiacomo Tessari, politico italiano
- 10 marzo - Willy Van Neste, ex ciclista su strada belga
- 10 marzo - Vincent Vassallo, ex calciatore maltese
- 10 marzo - Jean Marie Vũ Tất, vescovo cattolico vietnamita
- 10 marzo - Paul Zollinger, ex ciclista su strada e pistard svizzero
- 10 marzo - Rudi Zollinger, ex ciclista su strada svizzero
- 11 marzo - Terry Anderson, calciatore inglese († 1980)
- 11 marzo - Kim In-geon, ex cestista e allenatore di pallacanestro sudcoreano
- 11 marzo - Lutz Mackensy, attore e doppiatore tedesco
- 11 marzo - Giuseppe Maschi, ex calciatore italiano
- 12 marzo - Catherine Binet, regista francese († 2006)
- 12 marzo - André Desvages, ciclista su strada e dirigente sportivo francese († 2018)
- 12 marzo - Giovanni Dibona, dirigente sportivo e ex sciatore alpino italiano
- 12 marzo - Jozef Jarabinský, allenatore di calcio e ex calciatore ceco
- 12 marzo - Tammy Jones, cantante gallese
- 12 marzo - Julio Larraz, artista cubano
- 12 marzo - Erwin Mueller, cestista statunitense († 2018)
- 12 marzo - Kent Nix, ex giocatore di football americano statunitense
- 12 marzo - Peter Orloff, cantante, paroliere e compositore tedesco
- 12 marzo - Gadi Zelniker, calciatore israeliano († 2016)
- 13 marzo - Tore Børrehaug, calciatore norvegese († 1998)
- 13 marzo - Livio Ferraro, ex calciatore italiano
- 13 marzo - José Maria Fidélis, calciatore brasiliano († 2012)
- 13 marzo - Valmir Louruz, allenatore di calcio brasiliano († 2015)
- 13 marzo - Chris Roberts, cantante, attore e produttore discografico tedesco († 2017)
- 13 marzo - Nico van der Voet, ex pallanuotista olandese
- 14 marzo - Lynette Cooper, nuotatrice rhodesiana
- 14 marzo - Francisco Córdova, ex cestista portoricano
- 14 marzo - Michele Errico, politico italiano
- 14 marzo - Carlo Fatuzzo, politico italiano
- 14 marzo - Mariza Koch, cantante greca
- 14 marzo - Gino La Monica, attore, doppiatore e direttore del doppiaggio italiano
- 14 marzo - Clyde Lee, ex cestista statunitense
- 14 marzo - Václav Nedomanský, ex hockeista su ghiaccio ceco
- 14 marzo - Gian Gaetano Poli, politico italiano
- 14 marzo - Sigi Rothemund, regista tedesco († 2024)
- 15 marzo - Chi Cheng, politica, dirigente sportiva e ostacolista taiwanese
- 15 marzo - Ivan Ćurković, ex calciatore, allenatore di calcio e dirigente sportivo serbo
- 15 marzo - Emmerich Danzer, ex pattinatore artistico su ghiaccio austriaco
- 15 marzo - Jacques Doillon, regista francese
- 15 marzo - Hans Dornbusch, tenore e insegnante svedese
- 15 marzo - Gérard Farison, calciatore francese († 2021)
- 15 marzo - Gianfranco Agostino Gardin, arcivescovo cattolico e religioso italiano († 2024)
- 15 marzo - Deniz Kandiyoti, scrittrice e politologa turca
- 15 marzo - Aleksandr Kosarev, regista sovietico († 2013)
- 15 marzo - Ralph MacDonald, percussionista, arrangiatore e produttore discografico statunitense († 2011)
- 15 marzo - Ulla Mitzdorf, chimica, fisiologa e psichiatra tedesca († 2013)
- 15 marzo - Manuel Raga, ex cestista e allenatore di pallacanestro messicano
- 15 marzo - Viveka Seldahl, attrice svedese († 2001)
- 16 marzo - Luigi Bobbio, politologo italiano († 2017)
- 16 marzo - Michele Cossyro, scultore, pittore e ceramista italiano
- 16 marzo - István Géczi, calciatore ungherese († 2018)
- 16 marzo - Franz Prati, architetto e artista italiano
- 16 marzo - Andrew Stuart Tanenbaum, informatico statunitense
- 16 marzo - Granville Van Dusen, attore statunitense
- 17 marzo - Eros Baldissera, arabista italiano
- 17 marzo - Pattie Boyd, ex modella e fotografa britannica
- 17 marzo - Claudio Carnieri, politico italiano
- 17 marzo - Valerio Constantini, ex giocatore di curling italiano
- 17 marzo - Anthony Monn, cantante, produttore discografico e compositore tedesco
- 17 marzo - Ivan Pavlica, ex calciatore jugoslavo
- 17 marzo - John Sebastian, cantautore, armonicista e chitarrista statunitense
- 17 marzo - Juan Ramón Verón, calciatore e allenatore di calcio argentino († 2025)
- 17 marzo - Diana Wilkinson, ex nuotatrice britannica
- 18 marzo - Ken Block, ex hockeista su ghiaccio canadese
- 18 marzo - Luciano Caruso, poeta, artista e giornalista italiano († 2002)
- 18 marzo - Carlos Espinosa de los Monteros y Bernaldo de Quirós, imprenditore e avvocato spagnolo
- 18 marzo - Jiří Holeček, ex hockeista su ghiaccio ceco
- 18 marzo - Maurice Izier, ex ciclista su strada francese
- 18 marzo - Amnon Lipkin-Shahak, politico e generale israeliano († 2012)
- 18 marzo - Sally Nerren, cestista statunitense († 2008)
- 18 marzo - Jan Olsson, calciatore svedese († 2023)
- 18 marzo - Enrico Rovelli, imprenditore italiano
- 19 marzo - Sirhan Sirhan, criminale giordano
- 19 marzo - Viorel Lis, politico rumeno
- 19 marzo - Said Musa, politico beliziano
- 19 marzo - Aurelio Pascuttini, allenatore di calcio e ex calciatore argentino
- 19 marzo - Jutta Sauer, scrittrice e editrice tedesca
- 20 marzo - Alec R. Costandinos, compositore, musicista e produttore discografico francese
- 20 marzo - Dieter Grahn, ex canottiere tedesco
- 20 marzo - Akira Kodama, ex cestista giapponese
- 20 marzo - Emídio Marques de Mesquita, ex arbitro di calcio brasiliano
- 20 marzo - Erwin Neher, biofisico tedesco
- 20 marzo - Arcangelo Pinelli, ex schermidore italiano
- 20 marzo - Carol Rosin, attivista statunitense
- 20 marzo - Vladimir Voronkov, fondista sovietico († 2018)
- 21 marzo - Marie-Christine Barrault, attrice francese
- 21 marzo - Erich Buljung, ex tiratore a segno statunitense
- 21 marzo - Enrique Santiago Fernández, calciatore argentino († 2003)
- 21 marzo - David Lindley, cantante e polistrumentista statunitense († 2023)
- 21 marzo - Pedro Pietri, poeta portoricano († 2004)
- 21 marzo - Bruno Platter, abate e teologo italiano
- 21 marzo - Mary Robinson, politica e avvocata irlandese
- 21 marzo - Antonio Rosl, ex calciatore argentino
- 21 marzo - Massimo Villone, politico e costituzionalista italiano
- 21 marzo - Gila von Weitershausen, attrice tedesca
- 22 marzo - Angelo Siino, mafioso e collaboratore di giustizia italiano († 2021)
- 23 marzo - Inge Andersen, ex nuotatrice danese
- 23 marzo - Giuseppe Bono, dirigente d'azienda italiano († 2022)
- 23 marzo - James H. Clark, informatico statunitense
- 23 marzo - Francis Halzen, fisico belga
- 23 marzo - Terje Høili, imprenditore e ex calciatore norvegese
- 23 marzo - Osvaldo Napoli, politico italiano
- 23 marzo - Michael Nyman, compositore, pianista e musicologo inglese
- 23 marzo - Ric Ocasek, cantante, produttore discografico e compositore statunitense († 2019)
- 23 marzo - Marino Venturini, politico sammarinese († 2019)
- 24 marzo - R. Lee Ermey, militare e attore statunitense († 2018)
- 24 marzo - Han Myeong-sook, politica sudcoreana
- 24 marzo - Rebecca Horn, scultrice, regista e performance artist tedesca († 2024)
- 24 marzo - Jutta Kammann, attrice tedesca
- 24 marzo - Vojislav Koštunica, politico serbo
- 24 marzo - Donald Manzullo, politico statunitense
- 24 marzo - Alcides Sosa, ex calciatore paraguaiano
- 25 marzo - Wolfgang Breuer, ex calciatore tedesco
- 25 marzo - Terry L. Bruce, politico statunitense
- 25 marzo - Henri Duhayot, ex calciatore francese
- 25 marzo - Roland Gunesch, ex pallamanista rumeno
- 25 marzo - Julio Iglesias Santamaría, ex calciatore e allenatore di calcio spagnolo
- 25 marzo - Francesco Saverio Pavone, magistrato italiano († 2020)
- 26 marzo - Francisco Domingo Barbosa Da Silveira, vescovo cattolico uruguaiano († 2015)
- 26 marzo - Rocco Barocco, stilista italiano
- 26 marzo - Vlasta Kodešová, ex tennista cecoslovacca
- 26 marzo - Janusz Kowalik, allenatore di calcio e ex calciatore polacco
- 26 marzo - Igor Mitoraj, scultore e pittore polacco († 2014)
- 26 marzo - Piermaria Oddone, fisico peruviano
- 26 marzo - Maria Gabriella Pasqualini, storica italiana
- 26 marzo - Diana Ross, cantante, produttrice discografica e attrice statunitense
- 26 marzo - Franco Tozzi, cantante italiano († 2024)
- 27 marzo - Enrique Barón Crespo, politico spagnolo
- 27 marzo - Bryan Campbell, ex hockeista su ghiaccio canadese
- 27 marzo - Carlo Campora, ex calciatore italiano
- 27 marzo - Ralf Hess, scacchista tedesco
- 27 marzo - Claudio Mussato, politico e avvocato italiano († 2012)
- 27 marzo - Tullio Padovani, giurista italiano
- 27 marzo - Gianni Piatti, politico italiano
- 27 marzo - Franco Scaglia, scrittore, giornalista e dirigente d'azienda italiano († 2015)
- 27 marzo - Bebu Silvetti, pianista, compositore e direttore d'orchestra argentino († 2003)
- 28 marzo - Rick Barry, ex cestista e allenatore di pallacanestro statunitense
- 28 marzo - Hans Bettembourg, ex sollevatore svedese
- 28 marzo - Ken Howard, attore statunitense († 2016)
- 28 marzo - Bernard Montrenaud, ex tennista francese
- 28 marzo - Giuseppe Mulas, politico italiano
- 28 marzo - František Pála, ex tennista cecoslovacco
- 28 marzo - Franco Rizzi, storico italiano († 2017)
- 28 marzo - Jack Eric Williams, attore, compositore e paroliere statunitense († 1994)
- 29 marzo - Nana Akufo-Addo, politico ghanese
- 29 marzo - ʿAbbās ʿAṭṭār, fotografo iraniano († 2018)
- 29 marzo - Terry Jacks, cantante canadese
- 29 marzo - Ilsa Konrads, ex nuotatrice australiana
- 29 marzo - Angelo Massola, dirigente sportivo e allenatore di calcio italiano
- 29 marzo - Kōstas Rīgas, ex cestista e arbitro di pallacanestro greco
- 29 marzo - Riccardo Salvino, attore italiano († 1999)
- 29 marzo - Vittoria Valmaggia, artista italiana († 2009)
- 29 marzo - Jane Wilde Hawking, scrittrice e educatrice britannica
- 30 marzo - Giorgio Carollo, politico italiano
- 30 marzo - Gabrielle Drake, attrice britannica
- 30 marzo - Maurizio Vandelli, cantante italiano
- 31 marzo - Ninì Grassia, regista e sceneggiatore italiano († 2010)
- 31 marzo - Angus King, politico e conduttore televisivo statunitense
- 31 marzo - Tomohiro Nishikado, autore di videogiochi giapponese
- 31 marzo - Pascal Danel, cantante e compositore francese († 2024)
- 31 marzo - Mick Ralphs, chitarrista e compositore britannico († 2025)
- 31 marzo - John Bassett Trumper, linguista britannico